# TGF-β receptor

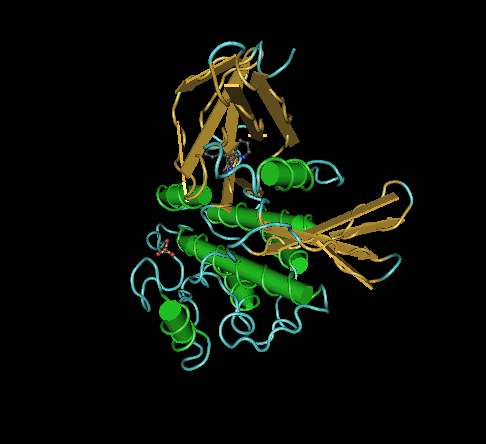
TGF-β receptor I s navázaným inhibitorem

TGF-β receptor je membránový, obvykle dimerický receptor, který váže TGF-β (transforming growth factor beta) a převádí signál dále směrem dovnitř buňky. Každý TGF monomer prochází skrz membránu pouze jednou a pracuje jako serin/threonin kináza. Existují tři typy TGF-β receptorů (I, II, III), ale především první dva vykazují vzájemnou podobnost. Velmi často se stává, že se TGF-β naváže na dimer TGF-β receptorů II. typu, načež tento komplex rekrutuje dimer TGF-β receptoru I. typu, čímž vzniká finální aktivovaný tetramerový komplex receptorů. Následně se signál přenáší dovnitř buňky, typicky do jádra, kde ovlivňuje expresi. Prostředníkem mezi TGF-β receptorem a jádrem bývají transkripční faktory Smad.
Na podobné receptory se vážou i ostatní členové TGF-β superrodiny (BMP, aktivin, inhibiny či octomilčí decapentaplegic).

## TGF-β signalizace
Vazba TGF-β na tetramer receptorů, přenos signálu do jádra:

(1)
(2)
(3)
(4)